# Karramiyya
La karramiyya fou un corrent islàmic que va florir als països musulmans centrals i orientals, especialment a l'Iran, entre el segle ix i el XIII.
El va fundar el sufí Abu-Abd-Al·lah Muhàmmad ibn Karram nascut vers el 806 a Zarang al Sistan. Va estudiar al Khurasan, va anar a la Meca, va tornar al Khurasan i va predicar a Ghur i Ghardjistan; a la seva tornada a Nixapur fou arrestat pel governador Muhàmmad ibn Tahir ibn Abd-Al·lah (862-873); fou alliberat el 865 i va anar a Jerusalem on va morir el gener o febrer del 869.
Van seguir les seves idees grups importants a Nixapur (els Banu Mahmashadh) i a Jerusalem; foren protegits pels primers emirs gaznèvides Sebuktengin i Mahmud de Gazni. Els sultans gúrides Ghiyath al-Din Muhammad (Shams al-Din Muhammad 1163-1203) i Muizz al-Din Muhammad (Shihab al-Din Muhammad 1203-1206) foren adeptes de la secta però després van optar per l'escola xafiïta.
La secta era literalista i antropomorfa. Interpretava de manera diferent algunes parts de l'Alcorà; prohibia matar als infidels i declarava que Alí i Muàwiya podien ser imams al mateix temps. En general foren considerats sunnites i anti mutazilites.